# Chaco melloleitaoi
Chaco melloleitaoi là một loài nhện trong họ Nemesiidae.
Chaco melloleitaoi được miêu tả năm 1971 bởi Bücherl, Timotheo & Lucas.